# Moisés Alou
Pour les articles homonymes, voir Alou (homonymie).
Moisés Rojas Alou (né le 3 juillet 1966 à Atlanta, Géorgie, États-Unis) est un joueur de champ extérieur des Ligues majeures de baseball. Il a joué pour 7 équipes de 1990 à 2008.
Moisés Alou est issu d'une famille de joueurs de baseball : il a joué à Montréal et San Francisco sous les ordres de son père Felipe Alou, lui-même ancien joueur professionnel. Ses oncles, Jesus Alou et Matty Alou ont aussi évolué dans le baseball majeur, alors que son cousin Mel Rojas fut son coéquipier chez les Expos.
Il a participé à 6 matchs d'étoiles, a gagné 2 Bâtons d'argent et une Série mondiale. Sa moyenne au bâton est supérieure à ,300 après 18 années dans les majeures.
En octobre 2003, lors du match 6 de la National League Championship Series de son équipe les Cubs de Chicago contre les Marlins de Miami, Alou est impliqué dans l'incident de Steve Bartman. Dans celui-ci, un fan des Cubs nommé Steve Bartman tente de rattraper une fausse balle se dirigeant vers les gradins du champ extérieur gauche, empêchant Moisés d'attraper la balle et d'effectuer un retrait et permettre aux Cubs d'assurer leur victoire. Finalement, les Marlins de Miami s'imposent et les Cubs sont éliminés de la série. Alou admet plus tard lors d'entretiens que bien que frustré, il n'aurait pas pu attraper la balle. Il se rétracte plus tard en disant que s'il avait dit cela, c'était uniquement pour que Bartman se sente mieux.  
Depuis 2009, Moisés Alou est directeur-gérant des Leones del Escogido, en République dominicaine, qu'il a mené au titre de la Ligue dominicaine de baseball hivernal en 2011-2012 et 2012-2013 et à la victoire dans la Série des Caraïbes en 2010 et 2012. La victoire de 2010 est la première du club depuis 1990, alors que Moisés était joueur de l'équipe dirigée par son père Felipe.